# Nadia Plesner
Nadia Plesner (født 1981) er en dansk maler, der arbejder og bor i København.
Plesner arbejder med emner, der ligger mellem det redaktionelle og reklamer og ofte har politiske undertoner. Nadia Plesner er repræsenteret på Trapholt Museum i Danmark.

## Plesner og Louis Vuitton
I april 2010 blev hun sagsøgt af Louis Vuitton og blev pålagt dagbøder på 37.000 kroner for at vise sit omdiskuterede maleri Darfurnica. Grunden til sagen er en lille afrikansk dreng midt i billedet, som bærer en Louis Vuitton-taske. Drengen er nøgen og underernæret. Modegiganten mente, at de juridiske regler om logoprodukter var brudt, og selve retssagen vakte stor international opmærksomhed. Flere kunstnere og kendte støttede Nadia Plesner, da de mente, at sagen også drejede sig om kunstnerisk ytringsfrihed og retten til at gøre verdenen opmærksom på internationale problemer på en kunstnerisk måde. Forud for retssagen lå også en tidligere konflikt fra 2008 mellem Nadia Plesner og Louis Vuitton, som drejede sig om en kunstnerisk kampagne ved navn Simple Living. I 2011 frikendte den nederlandske domstol Nadia Plesner.
Maleriet er 32 kvadratmeter og er Plesners tolkning af Pablo Picassos Guernica fra 1937. I 2011 blev Darfurnica købt af Herning Gymnasium for ca. 250.000 kr.

## Emergency Room
Nadia Plesner har flere gange deltaget i den internationale kusntneriske bevægelse Emergency Room, hvor inviterede kunstnere fra hele verdenen deltager i kunstneriske discipliner med nøje tilrettelagte regler.

## Udstillinger
- 2017: Trapholt Museum, Danmark
- 2016: Stads Triënnale Hasselt Genk, Belgien
- 2015: ARoS Aarhus Art Museum, Danmark
- 2014: EUROPEAN ARTISTS in DOHA, Qatar
- 2014: KUNST ARTZT Gallery, Japan
- 2014: SPACE 2*3, Japan
- 2013: Galleri Kik, Danmark
- 2012: International Art Festival, Danmark
- 2011: Projekt 8, Danmark
- 2011: Emergency Room, Vietnam
- 2011: Oxcars, Spanien
- 2011: Emergency Room, Polen
- 2011: Heart Museum, Danmark
- 2011: Intervention, Danmark
- 2010: Christmas Show, Danmark
- 2009: Artistes de Garde, Danmark
- 2008: Emergency Room, Italien
- 2008: Emergency Room, Frankrig

## Internationale anerkendelser
Nadia Plesner har modtaget flere anerkendelser for sin værker og sin provokerende kunstneriske facon.
- 2011: Nominated for the JCI Ten Outstanding Young People´s award.
- 2011: Oxcar award.
- 2008: Cosmopolitan´s Provocateur Of The Year award.

## Uddannelse
- The Graphic Arts Institute, København.
- The Gerrit Rietveld Academie, Amsterdam.

## Reference
1. ↑  "Plesners hjemmeside (uden titel)". Arkiveret fra originalen 12. marts 2014. Hentet 12. marts 2014.
2. ↑  "http://www.webkomplet.eu/nadia_plesner". Arkiveret fra originalen 20. november 2018. Hentet 8. maj 2011. {{cite web}}: Ekstern henvisning i |title= (hjælp)